# Організасьйон Спесіяль
Організасьйон спесіяль (фр. Organisation spéciale) — секретна бойова організація у колоніальному Алжирі, заснована Партією алжирського народу (ПАН) у 1947 році для збройної боротьби проти Франції.
Організація налічувала близько 1500—2000 членів. Вона також стала основою для створення у подальшому ФНВ.
Організацію було викрито 1951 року французькою поліцією, багатьох її членів було ув'язнено. Нині діють лише підрозділи у Ауреші та Кабілії.